# Paul Preuss (scrittore)
Paul Preuss (Albany, 7 marzo 1942) è uno scrittore statunitense di fantascienza.
È principalmente conosciuto per la serie di romanzi Venus Prime. Combina il suo lavoro come scrittore di fantascienza con la scrittura d'articoli giornalistici di argomento scientifico e con il lavoro di consulente per società di produzione cinematografica.
La serie Venus Prime è scritta a partire da personaggi e storie di Arthur C. Clarke, dove combina il thriller poliziesco con la fantascienza ambientata nel secolo XXII. La storia si sviluppa in sei volumi che narrano di un viaggio attraverso il sistema solare, mentre la protagonista, Sparta, una giovane con abilità sovraumane, fronteggia pericoli e cerca la sua vera identità.

## Opere

### Romanzi di fantascienza
- The Gates of Heaven
- Re-Entry
- Human Error
- Starfire
- Core (1993), su cui si basa il film The Core (2003)
- Broken Symmetries
- Secret Passages (1997)

#### Serie Venus Prime
- Breaking Strain
- Maelstrom
- Hide and Seek
- The Medusa Encounter
- The Diamond Moon
- The Shining Ones